# NVidia MCP79
Con il nome di MCP79, viene indicato un particolare chipset sviluppato da nVidia al fine di essere integrato nella piattaforma Intel Centrino 2 Montevina (insieme al processore Core 2 Duo Penryn), e atteso il 15 ottobre 2008 grazie al rinnovamento della gamma MacBook di Apple che si sarebbe basata sulla piattaforma Montevina e il chipset MCP79.
Venne annunciato ad aprile 2008 e si tratta della risposta nVidia al chipset Cantiga sviluppato dalla stessa Intel come cuore della nuova piattaforma arrivata sui mercati a luglio 2008.

## Caratteristiche tecniche
La differenza fondamentale della soluzione nVidia rispetto a quella sviluppata da Intel, risiede nella peculiarità di essere un chipset realizzato mediante un singolo chip. Cantiga infatti, usa la tradizionale configurazione a northbridge e  southbridge separati, mentre MCP79 sarà realizzato in un unico chip e tutte le sue varianti (dovrebbero essere fino a 6) saranno dotate del comparto grafico pienamente compatibile con le DirectX 10 e la tecnologia Hybrid SLI.
Il fatto di essere realizzato in un unico chip rende tale progetto molto interessante per i produttori di sistemi portatili dalla dimensioni molto compatte, e inoltre il comparto grafico dovrebbe essere nettamente più potente rispetto a quello integrato in Cantiga, essendo derivato dal progetto GeForce 9400.
Tra le altre caratteristiche si possono citare il supporto per HDMI 1.2, memoria RAM di tipo DDR2 fino a 1066 MHz e DDR3 fino a 1333 MHz, hard disk SATA e eSATA (External SATA) a 3 Gbps, scheda di rete di tipo Gigabit, High Definition Audio (si tratta dello stesso standard offerto da Intel in licenza e conosciuto mediante il nome in codice Azalia) e fino a 20 linee PCI Express 2.0. A questo si aggiungerà la tecnologia nVidia DriveCache dalle funzionalità molto simili all'Intel Turbo Memory che fa uso di una memoria flash per migliorare le prestazioni.

## Modelli attesi sul mercato
Ad aprile erano state annunciate le seguenti varianti (altre 4 sono state annunciate ma non specificate):
- MCP79-SLI - supporto delle configurazioni SLI
- MCP79-GLM - sottosistema video di classe "Quadro", ovvero dedicato al settore professionale

Per l'integrazione nei sistemi Apple è stato invece annunciato il seguente modello:
- MCP7A-U - memoria RAM DDR3-1333 e GeForce 9400

### Possibili limitazioni alla diffusione di MCP79
È da precisare però che la politica di Intel prevede che un sistema possa fregiarsi del marchio "Centrino" solo se integra tutti e 3 i componenti suggeriti dalla casa madre (CPU, chipset e scheda Wi-Fi), quindi i prodotti che utilizzeranno il chipset nVidia al posto di Cantiga non potranno esporre il marchio "Centrino 2". Si tratta di una limitazione che certamente interessa poco ad Apple che punta tutto sul proprio marchio MacBook piuttosto che su quello Centrino, ma per gli altri produttori potrebbe costituire un pesante deterrente commerciale. Il marchio Centrino infatti è diventato ormai quasi sinonimo di computer portatile e non sarà facile per i produttori decidere di rinunciare all'esposizione di tale marchio sui propri prodotti, limitandosi al logo della sola CPU.
Oltre ai motivi commerciali sopra descritti ce ne sono anche di tecnici: le funzionalità di gestione e amministrazione remota integrate nelle versioni professionali di Cantiga e destinate ai sistemi marchiati come Centrino 2 vPro, non sono presenti nella soluzione nVidia, e questo potrebbe influire negativamente nella diffusione anche nel settore professionale.